# Blaise Diagne

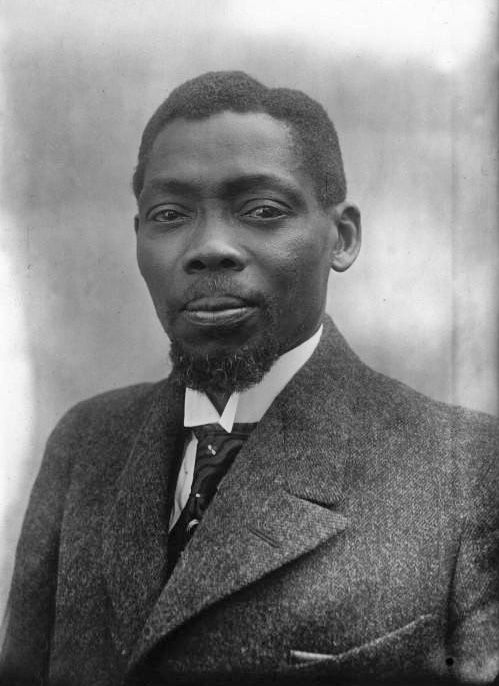
Blaise Diagne (1921)

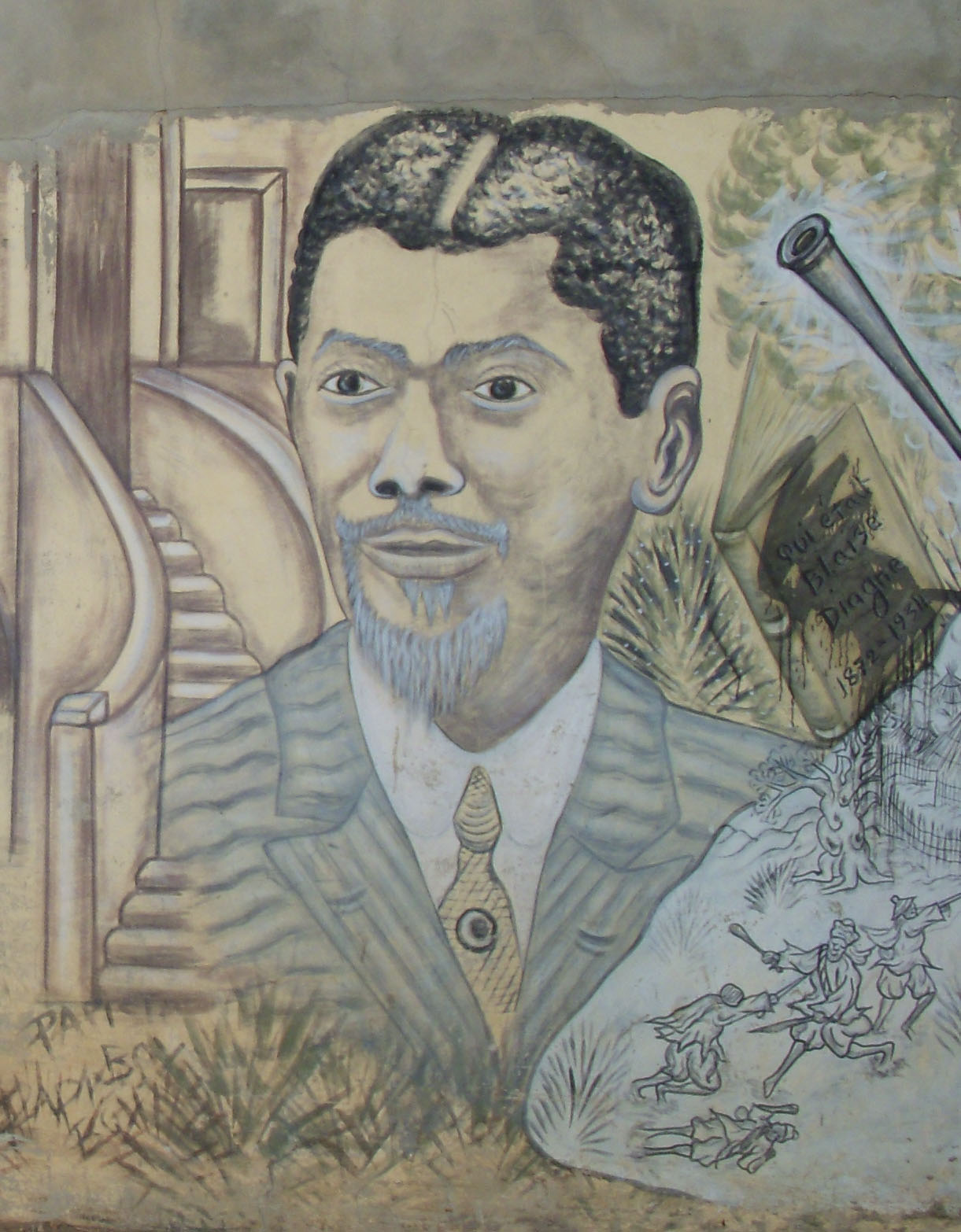
Porträt von Diagne

Blaise Adolphe Diagne (* 13. Oktober 1872 auf Gorée, Senegal; † 11. Mai 1934 in Cambo-les-Bains, Südwestfrankreich) war ein senegalesischer Politiker. Er war der erste Schwarze, der in die französische Nationalversammlung gewählt wurde. Dort fungierte er als Repräsentant der damaligen französischen Kolonie Senegal.

## Leben und politische Karriere

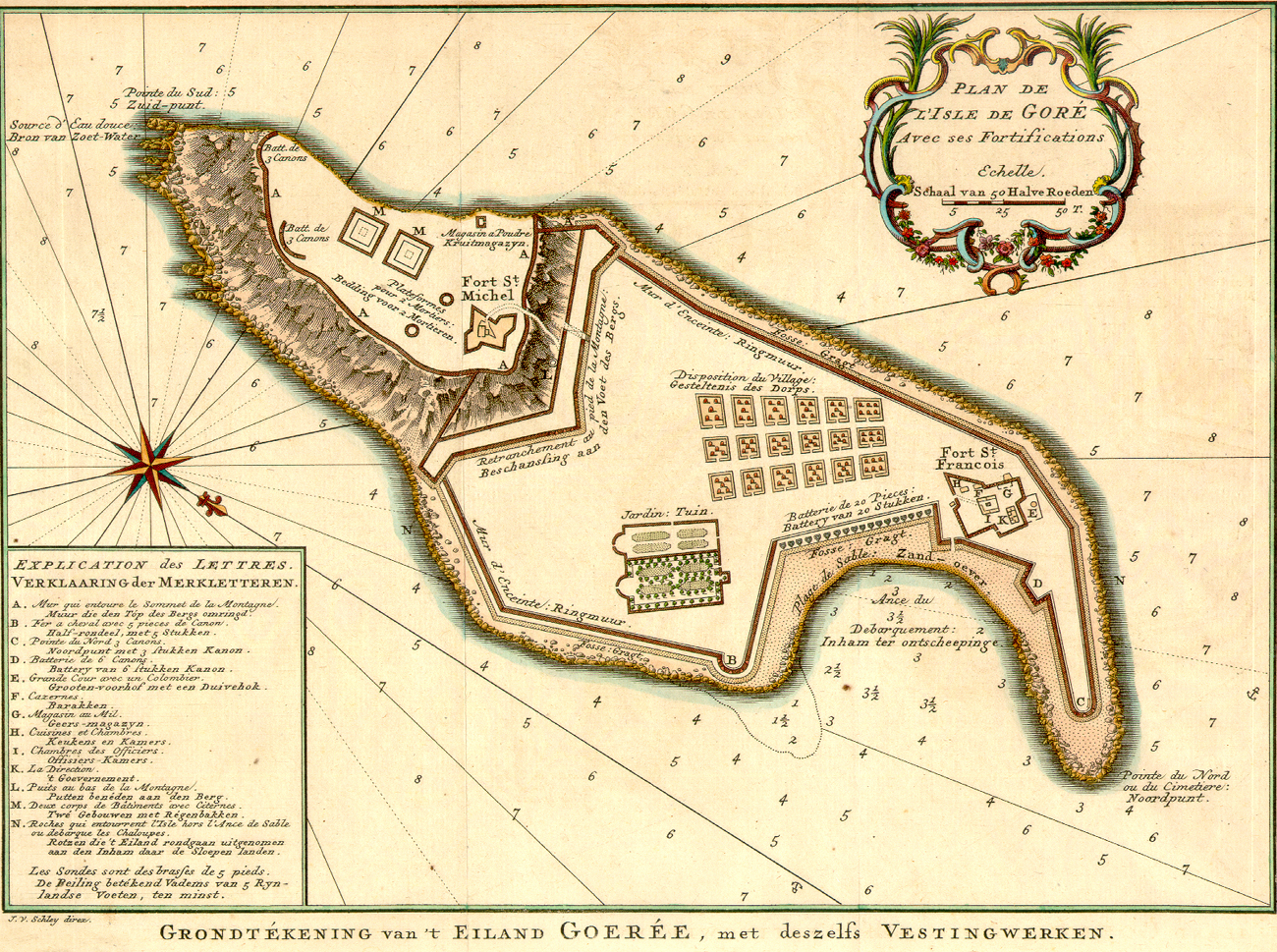
Geburtsort von Blaise Diagne: Die Insel Gorée

### Kindheit und Ausbildung
Blaise Diagne wurde am 13. Oktober 1872 auf der senegalesischen Insel Gorée geboren, die vier Kilometer vom westafrikanischen Festland entfernt liegt. Er kam aus recht bescheidenen Verhältnissen. Sein Vater Niokhor Diagne war Koch und gehörte der einheimischen ethnischen Gruppe der Serer an, seine Mutter Gnagna Preira, eine Mandjaku aus Portugiesisch-Guinea (Guinea-Bissau), arbeitete als Hausangestellte.
Noch in seiner Kindheit wurde Diagne von der Familie Crespin, einer wohlhabenden und angesehenen katholischen franco-senegalesischen Familie, adoptiert. Erst von dieser Familie wurde ihm auch der Vorname Blaise, die französische Form von Blasius, gegeben. Dieser ersetzte den afrikanischen Vornamen Gaiaye M’Baye. Als zweiten Vornamen erhielt Diagne den Namen Adolphe, den Vornamen seines Adoptivvaters Adolphe Crespin.
Blaise Diagne lernte schon sehr früh Lesen und Schreiben und genoss eine Ausbildung von hohem Standard. Er besuchte die Schule Ecole des Frères de Ploërmel auf Gorée, später ging er in Saint-Louis auf die Ecole laïque de St-Louis. Sein Adoptivvater schickte ihn anschließend zur Weiterführung seines Studiums nach Südfrankreich in die Universitätsstadt Aix-en-Provence, mit einem Stipendium der Staatsregierung. Da sich der noch recht junge Diagne nach seiner Heimat sehnte, brach er schließlich sein Studium in Aix-en-Provence ab und kehrte nach Senegal an die Sekundarschule Ecole laïque de St-Louis zurück.

### Tätigkeit im französischen Zollwesen
Nach dem Abschluss seines Studiums bestand Blaise Diagne erfolgreich die Prüfung für die Aufnahme in das französische Zollwesen und wurde im Jahr 1892 staatlicher Zollbeamter. Als solcher wurde er in mehreren französischen Überseegebieten eingesetzt.
Zunächst wurde er im November 1892 nach Dahomey (das heutige Land Benin) berufen. Dann wurde Diagne im Jahr 1897 nach Französisch-Kongo geschickt, wo er sich bis 1898 aufhielt.
Anschließend arbeitete er ab 1898 bis 1902 auf Réunion. Dort wurde er im Jahr 1899 für zwei Monate suspendiert, da seine Vorgesetzten ihn als undiszipliniert sowie ungehorsam erachteten und der Auffassung waren, ihm fehle der nötige Respekt vor den französischen Geschäftsleuten und Beamten. In der Stadt Saint-Denis auf Réunion wurde Diagne im September 1899 Freimaurer und hierbei der freimaurerischen Großloge Grand Orient de France zugehörig.
Ab 1902 diente Diagne auf Madagaskar. Dem Gouverneur Madagaskars Joseph Gallieni missfielen Diagnes fortschrittliche politische Ideen. Diagne wurde bewusst, dass seine Arbeit als Zollbeamter ihm nicht ermöglichte, eine politische Karriere in Betracht zu ziehen. Im Jahr 1910 wurde er nach Französisch-Guayana geschickt. Bereits zu dieser Zeit kritisierte Diagne rassistisches Verhalten immer wieder in der Öffentlichkeit, was letztendlich zur Folge hatte, dass seine Vorgesetzten ihn 1913 nach Frankreich entließen. Allerdings kehrte Diagne schon bald darauf nach Senegal zurück.

### Ehe mit Marie Odette Villain
Während seines Zolldienstes auf Madagaskar lernte Diagne die Französin Marie Odette Villain kennen, die er im Jahr 1909 heiratete. Zusammen hatten sie vier Kinder.
Der bekannteste seiner Nachkommen ist sein Sohn Raoul Diagne, der ein Jahr nach ihrer Heirat geboren wurde. Raoul Diagne war professioneller Fußballspieler und der erste Schwarze, der in der französischen Fußballnationalmannschaft spielte. Nach seiner Spielerkarriere trainierte er die senegalesische Fußballnationalmannschaft. Er lebte bis 2002.

### Diagne in der französischen Nationalversammlung

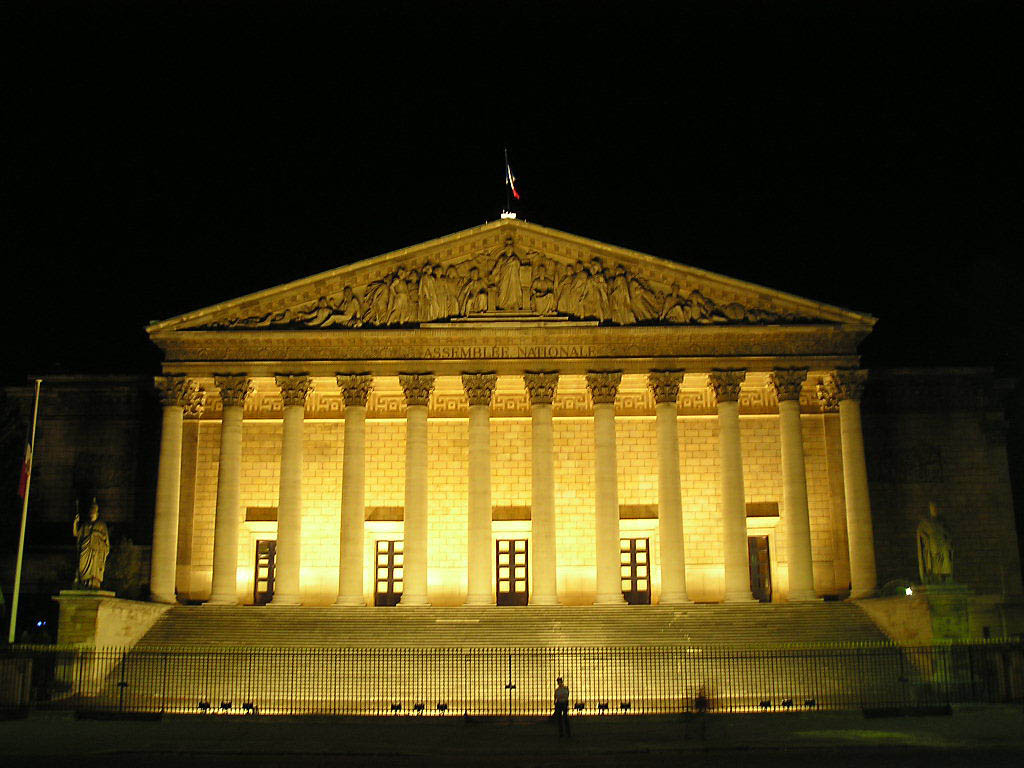
Palais Bourbon, der Sitz der französischen Nationalversammlung

1914 fanden Wahlen zur französischen Nationalversammlung statt. In Senegal gab es vier Küstenstädte, die seit 1848 bei solchen Wahlen über Wahlrecht verfügten: Dakar, Diagnes Geburtsort Gorée, Saint-Louis und Rufisque, die sogenannten Quatre Communes (deutsch: Vier Gemeinden). Die Bevölkerung dieser Gemeinden hatte das Recht, einen Bürger zu wählen, der sie in der französischen Nationalversammlung repräsentieren sollte. Blaise Diagne trat als einziger Schwarzer unter insgesamt neun Kandidaten an.
Unmittelbar nach Diagnes Eintritt in den Wahlkampf einige Wochen vor der Wahl stufte ein Großteil der Wähler und Mitglieder der Nationalversammlung seine Wahlchancen als sehr gering ein. Auch in Senegal war Blaise Diagne zu dieser Zeit noch recht unbekannt, zumal er das Land im Jahr 1892 wegen seines Zolldienstes verlassen hatte. Dennoch konnte er viele Wähler überzeugen. In einer Wahlkampfrede in Senegal vom 27. April 1914 sagte er:
Ich bin schwarz, meine Frau ist weiß, meine Kinder sind Mischlinge - welch eine Garantie dafür, dass es in meinem Interesse liegt, die gesamte Bevölkerung zu repräsentieren. Lassen Sie mich ins Abgeordnetenhaus einziehen. Ich werde für alle sein. Wenn ich nach Frankreich gehe, werde ich immer die Stimme meines Vaterlandes hören, ich werde es unterstützen und ihm zur Hilfe kommen.
Diagne verdeutlichte immer wieder seine Abneigung gegen Rassendiskriminierungen jeglicher Art. In seinen Wahlkampfreden bezog er sämtliche Bevölkerungsgruppen mit ein. Auf diese Weise gelang es ihm, bei einer breiten Bevölkerungsschicht anzukommen. Besonders die neue junge politische Elite Senegals, einflussreiche muslimische Priester sowie französische Kleinhändler und Angestellte waren von seiner Philosophie beeindruckt.
Am 26. April 1914 fand die erste Wahlrunde statt, bei der Diagne 1910 Stimmen erhielt. In der Zeitung La Démocratie du Sénégal schrieb er Ende April 1914 nach der ersten erfolgreichen Wahlrunde folgendes:
Als Kind dieses Landes, das den tiefen Schichten der eingeborenen Gesellschaft entspringt, hatten wir das Recht, dieses hohe Amt und seine Würden zu suchen genau wie jeder andere und ohne in billige Demagogie abzugleiten. Wir haben uns selbst ein hohes moralisches Niveau erhalten, ohne in die zahlreich aufgestellten Fallen zu tappen. Nun werden wir belohnt durch das historische Spektakel der senegalesischen Demokratie, die die Ketten der Dunkelheit zerschlägt und mit Hilfe der Wahlurnen sicherer Freiheit entgegenstrebt.
Im zweiten Wahlgang am 10. Mai erreichte Diagne 2424 Stimmen, was die Mehrheit ausmachte. Damit besaß er das Recht, das einzige Abgeordnetenmandat der Kolonie Senegal in der französischen Nationalversammlung zu besetzen. Die Überraschung in Frankreich über die Wahl Diagnes war sehr groß. Im Juli desselben Jahres zog er in den Palais Bourbon, den Sitz der Nationalversammlung, ein. Somit war Diagne der erste Schwarzafrikaner, der in die französische Nationalversammlung einziehen durfte, die zuvor ausschließlich von weißen Franzosen und Angehörigen der französisch-senegalesischen Mischlingsschicht besetzt war. Bei seinen Gegnern, darunter hauptsächlich Großunternehmer aus Bordeaux, stieß der Wahlerfolg Diagnes auf Ablehnung. Mit lukrativen Angeboten wurde versucht, Diagnes Rücktritt zu erzwingen. Einige forderten eine rechtswirksame Feststellung der Gültigkeit dieser Wahl, die sich jedoch in einem Gutachten bestätigen ließ.
Diagne forderte immer wieder Gleichberechtigung zwischen den Großrassen und eine gerechtere Verteilung von Bildung und Gütern. Er reichte während seiner Amtszeit in der französischen Nationalversammlung mehrere Gesetzesvorschläge ein, wovon sich zwei durchsetzen ließen, und ging dabei immer dem Prinzip Zuerst Leistung erbringen, dann Rechte einfordern nach. Das erste Gesetz, das er im Jahr 1915 einbrachte, führte den Militärdienst für die männlichen Einwohner der vier senegalesischen Wahlgemeinden Dakar, Gorée, Saint-Louis und Rufisque ein. Das zweite von ihm vorgeschlagene Gesetz, das ein Jahr später in Kraft trat, garantierte die vollständige französische Staatsbürgerschaft für alle Einwohner dieser Gemeinden.
Diagne war der Partei Fédération des gauches (deutsch: Linke Föderation, Föderation der Linken) zugehörig. Im Jahr 1917 trat er auch in die Partei Section française de l’Internationale ouvrière (SFIO) ein, dem Vorläufer der Parti socialiste. Das Datum seines Austrittes aus der Section française de l’Internationale ouvrière ist nicht bekannt, wahrscheinlich aber nur kurze Zeit nach seinem Eintritt.
Er arbeitete eng mit dem französischen Politiker Georges Mandel zusammen und war auch mit dem späteren Präsidenten Senegals Léopold Sédar Senghor befreundet, den er als seinen Pariser Korrespondenten bezeichnete.
Blaise Diagne wurde trotz seiner Kontrahenten, die keinen Schwarzen in der Nationalversammlung akzeptierten und ihn nicht dulden wollten, ohne Unterbrechung bis zu seinem Tod mehrmals wiedergewählt.

### Rekrutierungen in Westafrika

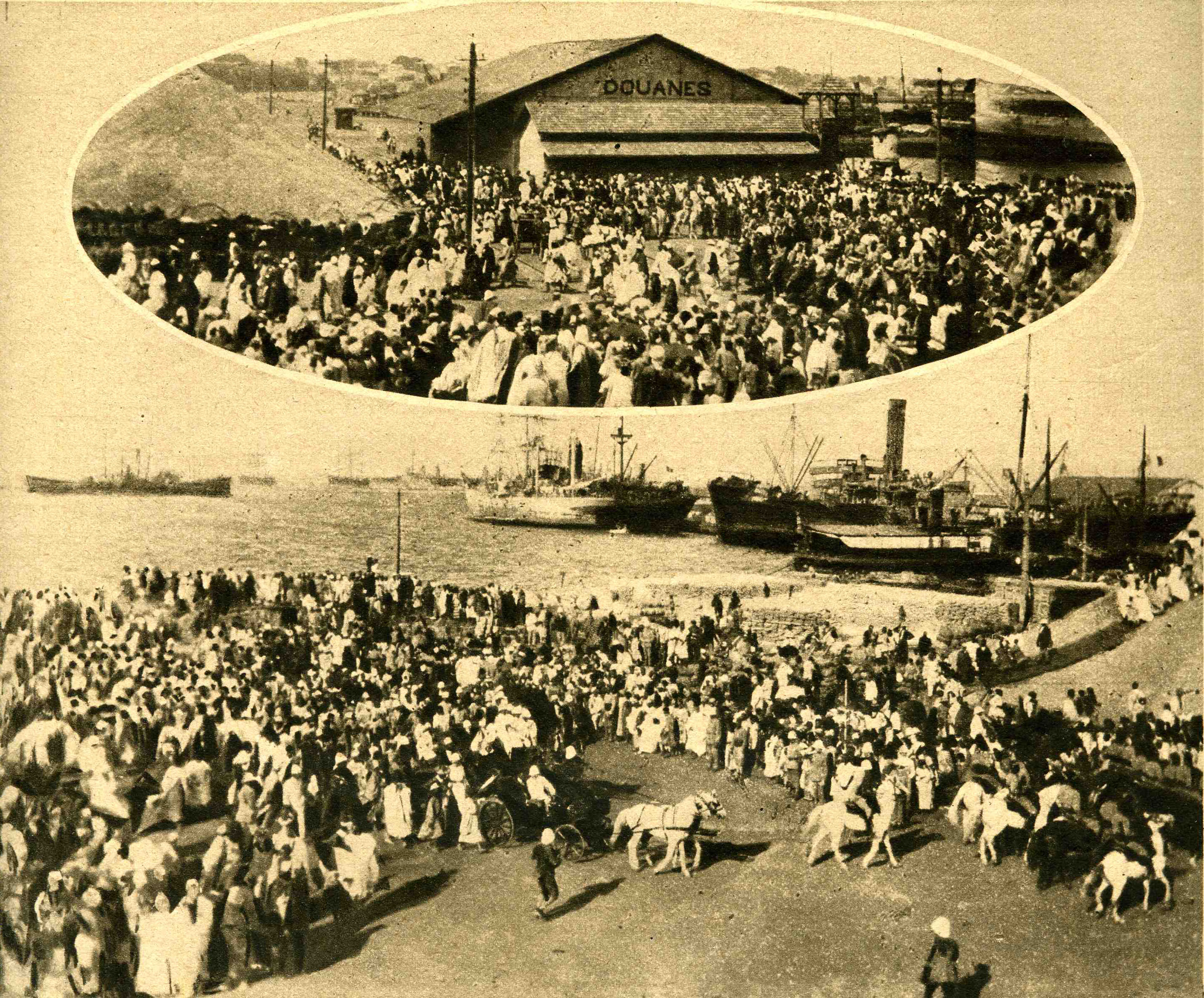
Empfang Diagnes in Dakar im Jahr 1918

Für die Verteidigung an der Westfront wurden dringend weitere Soldaten gesucht. Mehrere Aufstände gegen Zwangsrekrutierungen von Senegalesen sorgten in Senegal für Unruhen. Diagne forderte den freiwilligen Eintritt in die Armee und eine gerechte Behandlung seiner Landsleute. So schickte der damalige französische Kriegsminister Georges Clemenceau ihn, der das Vertrauen der Schwarzafrikaner genoss, während des Ersten Weltkrieges zurück nach Französisch-Westafrika, um dort Mitglieder für die französische Armee anzuwerben. Es gelang ihm, 60.000 Soldaten für die Tirailleurs sénégalais zu rekrutieren, womit die Erwartungen der französischen Regierung weit übertroffen wurden. Zur Durchführung der Rekrutierungen wurden Diagne die Rechte eines Generalgouverneurs verliehen und er wurde zum Commissaire de la République dans l'Ouest Africain (deutsch: Kommissar der Republik in Westafrika) ernannt. Zugleich trat er in das Kabinett von Georges Clemenceau ein.
Diese Taten zugunsten des französischen Staates brachten ihm immer größere Machtbefugnisse ein. Zugleich stieg auch die Achtung der Franzosen für ihn. Allerdings missfiel einigen Wählern in den Quatre Communes die an den französischen Vorstellungen angepasste Haltung Diagnes zu dieser Zeit, was die Erfolge bei Wiederwahlen aber letzten Endes kaum beeinträchtigte. In der Zeitung Les Continents, dem Organ der französischen Ligue universelle de défense de la race noire, wurde ihm von René Maran vorgeworfen, er habe viel Geld dafür erhalten, eine so hohe Anzahl von Afrikanern rekrutiert zu haben. Daraufhin verklagte Diagne Maran wegen Verleumdung und gewann das Verfahren, was zur Auflösung der Organisation führte. Clemenceau erklärte, dass Diagne bloß sehr unterstützend in der Vermeidung von den Aufständen gegen Rekrutierungen gewirkt hatte und dass eine finanzielle Belohnung nie angesprochen wurde.
Im Gegenzug für die Ausführung der Rekrutierungen erhoffte sich Diagne die Einführung der vollständigen französischen Staatsbürgerschaft für die gesamte Bevölkerung Senegals. Dieses Ziel zu erreichen, gelang ihm jedoch nicht. Erst etwa 12 Jahre nach Diagnes Tod, im Jahr 1946, als Senegal Mitglied der Französischen Union (Union française) wurde, konnte das Wahlrecht für alle Bürger Senegals durchgesetzt werden.

### Panafrikanischer Kongress
Blaise Diagne traf auf dem panafrikanischen Kongress, der im Jahr 1919 in Paris abgehalten wurde, erstmals den afroamerikanischen Bürgerrechtler William Edward Burghardt Du Bois. Von ihm lernte Diagne die Ideen zum Kampf gegen die Unterdrückung der Afroamerikaner kennen. Zwar strebten beide die Gleichberechtigung von Weißen und Schwarzen an, waren sich aber über die taktische Vorgehensweise nicht einig. William Edward Burghardt Du Bois vertrat eine radikalere Position als Diagne, und so entstanden größere Meinungsverschiedenheiten zwischen den beiden. Die Organisatoren des Pariser Kongresses erhofften sich von Diagne aufgrund seiner recht bedeutenden Machtstellung eine Einflussnahme auf die Versailler Friedensverhandlungen, um eigene Vorstellungen über die zukünftige Entwicklung des Kolonialsystems einzubringen. Diagne verteidigte jedoch das Kolonialsystem.
Im Jahr 1921 trafen sich Diagne und Du Bois noch einmal im Rahmen des Panafrikanischen Kongresses. Jedoch verließ Diagne den Kongress vor dem Ende der Zusammenkunft, weil er der Auffassung war, die dort vertretenen Ansichten seien zu radikal.

### Weitere Tätigkeiten nach dem Ersten Weltkrieg
Nach dem Krieg hatte Diagne eine administrative Karriere zusätzlich zu seinen Aufgaben und Verantwortungen als parlamentarischer Stellvertreter: Von Oktober 1918 an bis zum Januar 1920 war er Generalkommissar des Kolonialministeriums mit Aufsichtsführung über das militärische Personal der französischen Kolonien. Im Jahr 1920 erhielt Senegal zusätzlich einen Kolonialrat, der aus gewählten Vertretern und Stammeshäuptlingen bestand, jedoch nur über geringe Kompetenzen und wenig Entscheidungsgewalt verfügte.
Von 1920 bis 1921 war er Mitglied der französischen Regierung mit dem Posten des Commissaire général aux Troupes noires (deutsch: Generalkommissar der schwarzen Truppen); zunächst unter Alexandre Millerand vom 20. Januar 1920 bis 21. September 1920, dann unter Georges Leygues vom 9. Oktober 1920 bis 16. Januar 1921 und zuletzt unter Aristide Briand vom 2. April 1921 bis 2. Oktober 1921.

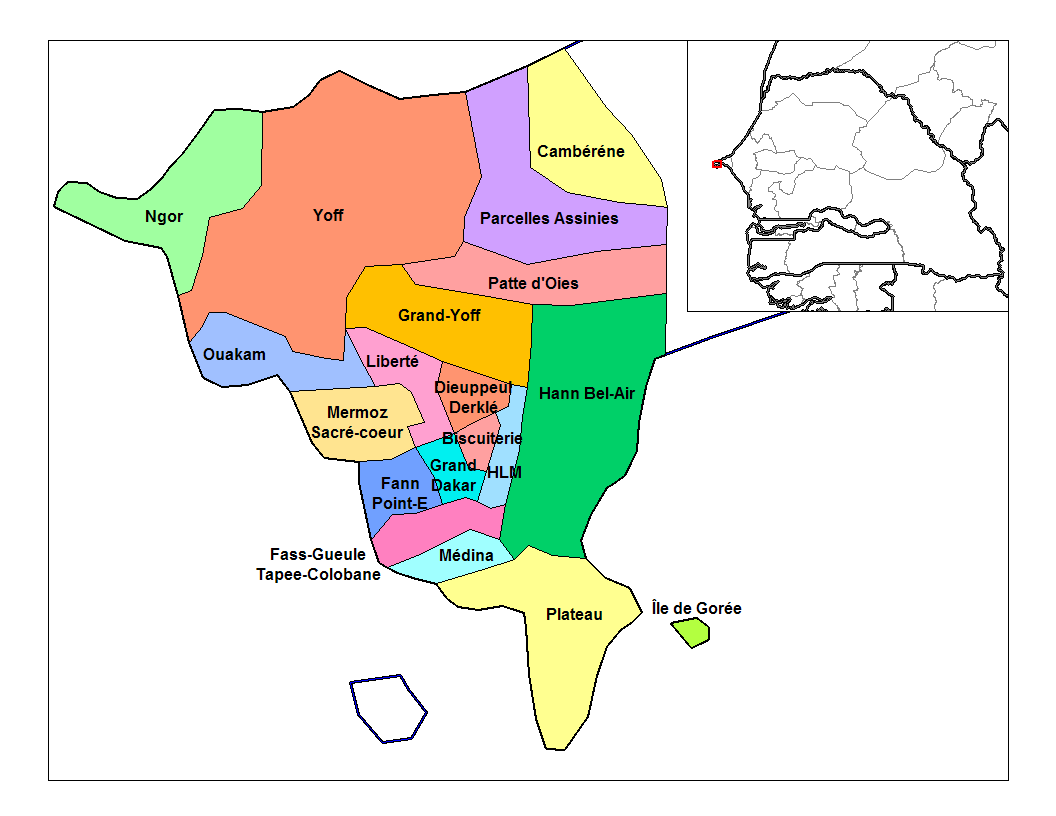
Lage und Gliederung der Stadt Dakar

Diagne engagierte sich in dem am 21. Juni 1927 gegründeten Comité du Transsaharien. Dieses Komitee war maßgeblich an der Planung der Mittelmeer-Niger-Bahn beteiligt, die aber nur teilweise fertiggestellt werden konnte und etwa 25 Jahre in Betrieb war.
Im Jahr 1930 repräsentierte Diagne Frankreich in der Internationalen Arbeitsorganisation. Er war von 1931 bis 1932 Mitglied des Kabinetts von Pierre Laval als Sous-secrétaire d’État aux Colonies (deutsch: Staatsuntersekretär in den Kolonien).
Er diente außerdem ab 1920 als Bürgermeister von Dakar, der Hauptstadt Senegals, die von den Franzosen zum Verwaltungszentrum ausgebaut worden war. So war er auch der erste schwarze Bürgermeister der Stadt.

### Tod
Blaise Diagne starb am 11. Mai 1934 in der Gemeinde Cambo-les-Bains in Frankreich im Alter von 61 Jahren. Bis zu seinem Tod war er Bürgermeister von Dakar und Mitglied der französischen Nationalversammlung. Diagne erreichte somit eine Amtszeit als Abgeordneter von insgesamt 20 Jahren. Er wurde aufgrund seiner Mitgliedschaft im Grand Orient de France vor dem Eingang des muslimischen Friedhofes in Dakar beerdigt, da die Muslime sich weigerten, einen Freimaurer im Inneren des Friedhofes begraben zu lassen.

## Zitate
- Wir französischen Eingeborenen möchten französisch bleiben, weil Frankreich uns alle Freiheit gegeben hat.[1]
- Ich bin zuallererst Franzose, und dann erst Schwarzafrikaner.[1]

## Rezeption
Blaise Diagne gilt als politischer Pionier des afrikanischen Kontinents. Er war ein Verteidiger von Gleichberechtigung und Chancengleichheit für alle Menschen ohne Berücksichtigung der Herkunft und Abstammung.
Im erwachenden antikolonialen Diskurs vertrat Diagne einen assimilatorischen Kurs und befürwortete die Übernahme französischer Gesetze einschließlich kultureller und sozialer Normen in allen Volksgruppen Französisch-Westafrikas.
Er argumentierte gegen die zunehmend populärer werdenden Ideen eines (pan-)afrikanischen Nationalismus und Bestrebungen zur Unabhängigkeit der Kolonien von den Kolonialmächten. Damit geriet er in Konflikt mit Vertretern wie zum Beispiel René Maran, der ihn 1924 in einem Zeitungstext scharf angriff.

## Würdigung
Blaise Diagne ist der Namenspatron der Boulevard Avenue Blaise Diagne und des Gymnasiums Lycée Blaise Diagne in Dakar. Außerdem trägt der etwa 45 Kilometer östlich von Dakar gelegene Flughafen Aéroport international Blaise Diagne seinen Namen. Dieser hat 2017 den Flughafen Dakar-Yoff-Léopold Sédar Senghor ersetzt, der den gestiegenen Passagierzahlen und Frachten nicht mehr gewachsen war.